# James Denis
James Denis (ur. 1 lutego 1906, zm. 21 czerwca 2003) – francuski lotnik, as myśliwski okresu II wojny światowej.

## Życiorys
Urodził się w La Jarrie-Audouin w rodzinie ziemiańskiej. W 1925 wstąpił do wojska, z początku służył jako strzelec pokładowy, w 1929 otrzymał licencję pilota i został skierowany do 33 pułku lotnictwa Moguncji do francuskich wojsk okupacyjnych w Niemczech. Jednostka przemianowana na 3 dywizjon 3 pułku została skierowana do Châteauroux, gdzie Denis służył w latach 1930–1936. Następnie przydzielony do Dijon do eskadry 2/3 „Les lévriers”. Ze względu na problemy ze zdrowiem przeniesiony na stanowisko instruktora radionawigatorów w Saint-Jean-d’Angély. 18 czerwca 1940, podczas kampanii francuskiej słuchał radiowego apelu generała de Gaulle’a i postanowił do niego dołączyć. W nocy z 19 na 20 czerwca wystartował Farmanem F.222 jego współpasażerami byli Georges Goumin, André Cantes, Roger Speich i Louis Ferrant. O świcie wylądowali w Anglii, dołączyli do wolnych Francuzów i spotkali generała de Gaulle’a. James Denis przeszedł przeszkolenie na samolotach Hawker Hurricane w Sutton Bridge i otrzymał promocje na podporucznika. We wrześniu 1940 brał udział w bitwie o Dakar, następnie objął dowództwo eskadry która w lutym 1941 została wcielona do Royal Air Force aby wzmocnić obronę Egiptu. Przez krótki czas latał w 33 dywizjonie RAF w Grecji, po powrocie do Egiptu przydzielony do 73 dywizjonu. 7 kwietnia w Tobruku utworzono eskadrę C 73 dywizjonu w której służyli francuscy piloci. Siły Wolnej Francji nazwały jednostkę 1 francuską eskadrą myśliwską. 23 kwietnia i 21 maja zestrzelił niemieckiego asa Hansa-Joachima Marseille'a. Podczas walk w Afryce Północnej piloci tejże eskadry zestrzeli 12 samolotów wroga, z czego James Denis odniósł połowę zwycięstw. 21 czerwca 1 eskadra została pierwszą francuską jednostką odznaczoną Orderem Wyzwolenia. Pod koniec 1941 eskadra została przeniesiona do Rijak w Libanie gdzie nastąpiło jej rozwiązanie. W jej miejsce utworzono dywizjon myśliwski „Alsace” w którym Denis otrzymał dowództwo pierwszej eskadry. W sierpniu 1942 awansowany na kapitana został dowódcą dywizjonu. W styczniu 1943 wezwany do Anglii. Następnie służył w sztabie w Bejrucie i Rijaku. W 1944 mianowany biegłym oficerem w komisji obrony zgromadzenia narodowego Rządu Tymczasowego Republiki Francuskiej. Od 1954 w stanie spoczynku.
James Denis zmarł 21 czerwca 2003.

## Odznaczenia
- Komandor Legii Honorowej
- Order Wyzwolenia
- Medal Wojskowy
- Krzyż Wojenny 1939–1945
- Distinguished Flying Cross
- Medal Lotniczy
- komandor Orderu Jerzego I
- Order Orła Białego (Serbia)
- komandor Orderu Alawitów